# اسرائیل جلیلی
اسرائیل جلیلی (انگلیسی: Yisrael Galili؛ ۱۰ فوریه ۱۹۱۱ – ۸ فوریهٔ ۱۹۸۶) یا یسرائیل گلیلی نظامی و سیاست‌مدار اهل اسرائیل بود، که در فاصله سال‌های ۱۹۴۶ تا ۱۹۴۸ ریاست ستاد کل هگانا را برعهده داشت. وی از ۱۹۶۶ تا ۱۹۶۷ وزیر سیار بود، از ۱۹۶۷ تا ۱۹۶۹ به‌عنوان وزیر اطلاعات اسرائیل فعالیت می‌کرد و در فاصله سال‌های ۱۹۶۹ تا ۱۹۷۶ برای بار دوم وزیر سیار بود.

## زندگی‌نامه
ییسرائل برچنکو (که بعدها گالیلی نام گرفت) در شهر بریلیو در امپراتوری روسیه (اوکراین فعلی) متولد شد. خانواده‌اش وقتی او سه ساله بود به فلسطین مهاجرت کردند و در یافا ساکن شدند. وی در آنجا به مدرسه رفت و در چاپخانه شاگردی کرد. گالیلی یکی از بنیانگذاران گروه جوانان هانوار هاوِد ("جوانان کارگر") و نان، کیبوتصی که تا زمان مرگش در آنجا زندگی می‌کرد، بود.

## دوران نظامی
جلیلی دوران نظامی خود را در سال ۱۹۲۷، زمانی که در هاگانا ثبت نام کرد، آغاز کرد . او در سال ۱۹۳۵ به کمیته رهبری این سازمان منصوب شد و بعداً مسئول تدارکات و تسلیحات شد. در طول جنگ جهانی دوم ، او در آماده‌سازی برای مقابله با حمله پیش‌بینی‌شده آلمان به فلسطین مشارکت داشت. او در سال ۱۹۴۶ به عنوان رئیس ستاد هاگانا منصوب شد و تا ژوئن ۱۹۴۸ در این سمت خدمت کرد تا اینکه توسط دیوید بن گوریون در آنچه "شورش ژنرال‌ها" نامیده شد، برکنار شد.

## حرفه سیاسی
او از سال ۱۹۴۹ تا ۱۹۵۱ در کنست اول و سپس از سال ۱۹۵۵ تا ۱۹۷۷، ابتدا به نمایندگی از حزب مپام ، قبل از اینکه بخشی از انشعابی باشد که احدوت هاآوودا را تشکیل داد و بعداً در حزب اتحاد ادغام شد، خدمت کرد . او مدت کوتاهی به عنوان وزیر اطلاعات خدمت کرد و در چندین دولت وزیر بدون سمت بود . او یکی از مشاوران ارشد نخست وزیر گلدا مایر و عضو کابینه او، همچنین عضو کمیته معتبر امور خارجه و دفاع و کمیته وزارتی حل و فصل بود.
ویکتور جان آستروفسکی ، که خود را مامور سابق کاتسا (سرویس اطلاعات خارجی) موساد اسرائیل (سرویس اطلاعات خارجی) معرفی می‌کرد، در کتاب خود با عنوان «به شیوه فریب » ادعا کرد که گالیلی رابطه طولانی مدتی با گلدا مایر که حدود ۱۳ سال از او بزرگتر بود، داشته است.